# 漆川
漆川（しつかわ）は、徳島県三好市を流れる吉野川水系の河川である。

## 地理
池田町漆川に源を発し、西流しながら吉野川中流の右岸に合流する。また中流域で北谷川と合流する。
河川名の由来は、池田町史によると、かつて漆の山地として栄えたためと伝わる。

## 支流
- 北谷川

## 自然
- 黒沢湿原

## 流域の主な施設
- 二宮神社
- 天地宇宙王
- 徳島県道269号三縄停車場黒沢線 - 下流域で並行している。